# Alfons von Czibulka
Alfons von Czibulka, född 28 juni 1888, död 22 oktober 1969 i München, var en ungersk tonsättare.
Czibulka var militärkapellmästare i Wien, skrev operetter såsom Pfingsten in Florenz (1884) och danser såsom Stephania-Gavotte.